# Pierre Thielemans
Pierre Thielemans est un compositeur et organiste belge, né le 22 février 1825 à Woluwe-Saint-Pierre et décédé le 3 décembre 1898 à Guingamp (Côtes-du-Nord).
Formé à Bruxelles, il a effectué la plus grande partie de sa carrière d’organiste à Guingamp et s’est impliqué dans le mouvement régionaliste naissant en composant des nombreuses œuvres musicales sur des thèmes bretons. Maître de chapelle, et donc très lié à l’Église catholique, il a aussi composé des œuvres religieuses, d’où son élévation au rang de chevalier de l’Ordre de Saint-Grégoire-le-Grand.

## Formation et carrière en Belgique
Son père, organiste du collège des Jésuites de Bruxelles, est le premier de ses formateurs et le fait entrer en 1838 au Conservatoire de Bruxelles.

Il y a pour professeurs Lados et Van Helmont avec lesquels il obtient un prix de solfège en 1842, Bosselet (prix d’harmonie en 1844), François-Joseph Fétis (prix de composition en 1845) et Christian Friedrich Johann Girschner (prix d’orgues en 1848).

Sa première œuvre connue est la cantate Les Chrétiens martyrs (1853).
Il est nommé organiste de l’église Sainte-Catherine, à Bruxelles.

## Maître de chapelle et compositeur à Guingamp
En janvier 1865, Hippolyte Loret le convainc de venir à Guingamp pour essayer les orgues de la basilique Notre-Dame de Bon-Secours et, le 7 février 1865, il en devient le titulaire.

Il se marie à Guingamp en 1866 avec une jeune femme du pays et ils auront cinq enfants. L’un d’entre eux, prénommé Yves, sera médecin à Brest, un autre, Louis, sera aussi compositeur et fera jouer des œuvres de son père.

Il est particulièrement lié avec Sigismond Ropartz, avocat et homme de lettres, père du compositeur, Guy Ropartz.

Il se prend de passion pour la Bretagne et l'identité bretonne et compose sur des thèmes bretons, comme la cantate Les Deux Bretagnes  exécutée à l'occasion du Congrès celtique international de Saint-Brieuc en 1867. Il met en musique des poètes bretons comme Auguste Brizeux et Jean-Pierre Le Scour.

## Œuvres
- 1853 Les Chrétiens martyrs, cantate
- 1867 'Les Deux Bretagne, cantate composée avec le concours de son confrère exerçant à Saint-Brieuc, Charles-René Collin,  paroles de Sigismond Ropartz et Jean Philippe.
- 1867 Michel Columb, sculpteur breton, opéra-comique en 2 actes donné le 9 mars 1867 au Théâtre de Rennes. Donné à nouveau à Brest en mars 1930.
- 1867 Telen Remengol = La harpe de Rumengol, sur des poèmes de Jean-Pierre Le Scour
- 1869 Harmonies champêtres, lieds
- 1869 Telenn Gwengam = La harpe de Guingamp., sur des poèmes de Jean-Pierre Le Scour, 42 airs
- 1875 Au pied de l’autel, oratorio
- 1876 Les pèlerins de Saint-Anne d’Auray, cantate
- 1894 Notre-Dame-des-Portes, cantate en trois mouvements pour le couronnement de la statue de Notre-Dame-des-Portes, opus 26 – Août 1894, pour soliste, cor et piano - texte de  L. M. Leroux

- Cantate celtique, composée pour la Fédération des étudiants celtiques de Lille
- Dévotion à Marie, 3 cantiques à la Très Sainte Vierge, cordes, cor et orgue, op. 46
- Harmonies liturgiques, 1re messe de Dumont, op. 45
- Messe bretonne, pour cordes et piano (ou orgues)
- Messe à 4 voix, pour  2 ténors, 2 bassons, violon, alto, 2 clarinettes, 2 cornets à piston et 1 saxophone baryton

- Les Dérobées (danses)
- Fleurs de Bretagne
- Messe de Notre-Dame de Bon-Secours
- Cantate bretonne en l’honneur de Saint-Yves

Son œuvre compte 120 numéros d'opus, dont les originaux se trouvent en grande partie dans le Fonds Louis Lebreton à la bibliothèque de l'abbaye de Landévennec.
Son ami, Charles-René Collin, a composé, en 1906, la Marche élégiaque en l’honneur de Pierre Thielemans, organiste de la basilique Notre-Dame de Bon-secours à Guingamp.